# José Agripino Barnet
Pour les articles homonymes, voir Barnet.
José Agripino Barnet y Vinageras, né le 23 juin 1864 et mort le 18 septembre 1945, est un homme politique et diplomate cubain qui est provisoirement président de la république de Cuba du 11 décembre 1935 au 20 mai 1936.
Il est le septième président provisoire à la suite de la chute de Gerardo Machado.

## Biographie
Barnet est né en Espagne, mais ses parents sont nés à Cuba. Il sort de l'Université de La Havane avec un diplôme de droit. En 1887, il se rend à Paris, où il reste jusqu'à l'installation de la république de Cuba en 1902. Il est nommé consul de Cuba à Paris, et, en 1908, c'est sous ce titre qu'il est envoyé à Liverpool, en Angleterre. Il est aussi consul à Rotterdam et Hambourg, ainsi qu'au Japon, au Brésil, en Allemagne et en Suisse.
Il épouse Marcela Cleard avec qui il a une fille, Georgina Marcelle Barnet y Cleard (épouse de Henri Jan van de Griendt).